# Sirarpie Der Nersessian
Sirarpie Der Nersessian (Konstantinápoly, 1896. szeptember 5. – Párizs, 1989. július 5.) örmény művészettörténész, szakterülete az örmény és a bizánci művészet. Az örmény művészettörténet területén úttörő munkát végzett. Számos intézményben tanított az Amerikai Egyesült Államokban, többek között a massachusettsi Wellesley College-ben és a Harvard Egyetemen. Tagja volt a Brit Akadémiának (1975), az Académie des inscriptions et belles-lettres-nek (1978) és az Örmény Nemzeti Tudományakadémiának (1966).

## Élete
Jómódú családban harmadik gyermekként született Konstantinápolyban. Anyai nagybátyja Malachia Ormanian konstantinápolyi örmény pátriárka volt. Anyját kilenc, apját tizennyolc éves korában vesztette el. Az Esayan Akadémián és a konstantinápolyi angol lányiskolában tanult. 1915-ben, az örmény népirtás csúcspontján nővérével Európába menekült, és Genfben telepedett le. Több évig a Genfi Egyetemen tanult, majd 1919-ben Párizsba költözött.
Felvették a Sorbonne Egyetemre, ahol történelmet tanult. Tanárai Charles Diehl és Gabriel Millet neves bizantinológusok, és  Henri Focillon művészettörténész voltak. 1922-ben Millet asszisztense lett, és az ő segítségével adta közzé egyik első cikkét 1929-ben. A diplomához szükséges két dolgozatát az Académie des inscriptions et belles-lettres és a Revue des Études Grecques díjazta, amikor közzétette őket 1937-ben.
1930-ban három mentora, Charles Rufus Morey, Albert M. Friend Jr. és Walter Cook bizantinológusok javaslatára az Amerikai Egyesült Államokba költözött, és a massachusettsi Wellesley College-ben tartott művészettörténeti előadásokat. Rövid idő alatt rendes professzorrá nevezték ki, utóbb a művészettörténeti tanszék vezetője és a Farnsworth Museum igazgatója lett.
1978-ig maradt Dumbarton Oaksban, aztán nyugdíjba vonult, és nővérével Párizsban élt. Nyugdíjazásakor teljes könyvtárát a jereváni Matenadaranba küldte, hogy az örmény kutatók segítségére legyen.

## Munkássága
Munkássága elsősorban az örmény művészettörténet körében mozgott, beleértve a templomépítészetet, illuminált kéziratokat, miniatúrákat és szobrászatot. Alább található egy válogatás azokból a könyvekből és cikkekből, amelyeknek ő a szerzője. 1945-ben megjelent könyvét (Armenia and the Byzantine Empire) David Talbot Rice, Jurgis Baltrušaitis, és Alekszandr Vasziljev méltatta. méltatta. Vasziljev szerint Der Nersessian "az örmény történelem, művészet és civilizáció legnagyobb élő tekintélye."

### Könyvek
- Armenia and the Byzantine Empire. Cambridge, Massachusetts: Harvard University Press, 1945
- Aght'amar: Church of the Holy Cross. Cambridge, Mass.: Harvard University Press, 1964
- Armenian Manuscripts in the Walters Art Gallery. Baltimore: The Trustees, 1973
- Armenian miniatures from Isfahan. Brussels: Les Editeurs d’Art Associés, 1986
- The Armenians. New York: Praeger, 1969
- L'Art arménien. Paris: Art européen. Publications filmées d'art et d'histoire, 1965
- L'illustration du roman de Barlaam et Joasaph. Paris: de Boccard, 1937
- Miniature Painting in the Armenian Kingdom of Cilicia from the Twelfth to the Fourteenth Century. Washington D.C.: Dumbarton Oaks Studies, 1993

### Cikkek
- "The Armenian Chronicle of the Constable Smpad or of the 'Royal Historian.'" Dumbarton Oaks Papers, Vol. 13, 1959, pp. 141–168.
- "An Armenian Gospel of the Fifteenth Century." The Boston Public Library Quarterly. 1950, pp. 3–20.
- "A General View of the Manuscripts of San Lazarro." Bazmavep. Venice, 1947, pp. 269–272.
- "Pagan and Christian Art in Egypt. An exhibition at the Brooklyn Museum." The Art Bulletin. Vol. 33, 1941, pp. 165–167.
- "Two Miracles of the Virgin in the Poems of Gautier de Coincy." Dumbarton Oaks Papers, Vol. 41, 1987, pp. 157–163.
- "The Kingdom of Cilician Armenia", A History of the Crusades, edited by Kenneth M. Setton, 1969

## Fordítás
Ez a szócikk részben vagy egészben  a   Sirarpie Der Nersessian című angol Wikipédia-szócikk ezen változatának fordításán alapul.  Az eredeti cikk szerkesztőit annak laptörténete sorolja fel. Ez a jelzés csupán a megfogalmazás eredetét és a szerzői jogokat jelzi, nem szolgál a cikkben szereplő információk forrásmegjelöléseként.